# Cueva Abejera
La Cueva Abejera o Cueva de La Vegera es un abrigo con representaciones rupestres localizado en el término municipal de Castellar de la Frontera, provincia de Cádiz (España). Pertenece al conjunto de yacimientos rupestres denominado Arte sureño, muy relacionado con el arte rupestre del arco mediterráneo de la península ibérica.
El abrigo, formado por la erosión de roca arenisca, se encuentra situado en el Puerto del Rayo a 300 metros sobre el nivel del mar. Es amplio y con apertura hacia poniente. 
Aunque el arqueólogo francés Henri Breuil identificó varias representaciones de momias en su visita a la cueva el arqueólogo alemán Uwe Topper en su descripción de las cuevas de la región de 1977 no pudo observarlas. Sin embargo sí localizó varios grabados en la pared que no habían sido observados antes. Estos signos según el autor, representan varias figuras zoomorfas y antropomorfas. Estos grabados pasan por ser de los pocos que se han conservado en la región dada la naturaleza de la roca en la que se realizaron.